# لوسيان دحداح
لوسيان منير دحداح (15/08/1929 - 16/12/2003)، وزير خارجية لبنان عام 1975، وهو أكاديمي ورجل إعلام وأعمال شهير. تخرج من الجامعة الأميركية في بيروت سنة 1949 وحصل بعدها على شهادة الدكتورا من جامعة السوربون وجامعة بورمينغهام. أسس إذاعة راديو مونت كارلو الشرق الأوسط وتيلي أوريان الذي عمل فيه كمدير عام.